# Roberto Mussi
Roberto Mussi (25. srpen 1963, Monza, Itálie) je bývalý italský fotbalový obránce.

## Klubová kariéra
Fotbalově vyrůstal v Massese, kde hrál do roku 1985. Poté jej koupila
druholigová Parma, kde hrál tři roky. Trenérem v klubu byl Arrigo Sacchi a ten si jej vzal do Milána v roce 1987. Za Rossoneri odehrál dva roky a získal s nimi titul v sezoně 1987/88 a také pohár PMEZ 1988/89. Poté odešel do druholigového Turína. V první sezoně pomohl k postupu do nejvyšší ligy a v následující sezoně vyhrál Středoevropský pohár 1991. Největší úspěch u býků bylo finále poháru UEFA 1991/92 a vítězství v italském poháru (1992/93). Do Parmy se vrátil v roce 1994. Působil tady do roku 1999 a získal Italský pohár (1998/99) a dva poháry UEFA (1994/95, 1998/99).

## Hráčská statistika
| Sezóna  | Klub    | Liga           | Liga   | Liga | Ligové poháry | Ligové poháry | Ligové poháry | Kontinentální poháry | Kontinentální poháry | Kontinentální poháry | Celkem | Celkem |
| Sezóna  | Klub    | Soutěž         | Zápasy | Góly | Soutěž        | Zápasy        | Góly          | Soutěž               | Zápasy               | Góly                 | Zápasy | Góly   |
| ------- | ------- | -------------- | ------ | ---- | ------------- | ------------- | ------------- | -------------------- | -------------------- | -------------------- | ------ | ------ |
| 1981/82 | Massese | Interregionale | 22     | 0    | -             | 0             | 0             | -                    | 0                    | 0                    | 22     | 0      |
| 1982/83 | Massese | Interregionale | 28     | 0    | -             | 0             | 0             | -                    | 0                    | 0                    | 28     | 0      |
| 1983/84 | Massese | Serie C2       | 28     | 0    | -             | 0             | 0             | -                    | 0                    | 0                    | 28     | 0      |
| 1984    | Massese | Serie C2       | 5      | 0    | -             | 0             | 0             | -                    | 0                    | 0                    | 5      | 0      |
| 1984/85 | Parma   | Serie B        | 16     | 0    | IP            | 4             | 0             | -                    | 0                    | 0                    | 20     | 0      |
| 1985/86 | Parma   | Serie C1       | 34     | 0    | IP            | 3             | 0             | -                    | 0                    | 0                    | 37     | 0      |
| 1986/87 | Parma   | Serie B        | 38     | 0    | IP            | 8             | 0             | -                    | 0                    | 0                    | 46     | 0      |
| 1987/88 | Milán   | Serie A        | 11     | 0    | IP            | 4             | 0             | UEFA                 | 3                    | 0                    | 18     | 0      |
| 1988/89 | Milán   | Serie A        | 19     | 0    | IP+IS         | 6+1           | 0             | PMEZ                 | 3                    | 0                    | 29     | 0      |
| 1989/90 | Turín   | Serie B        | 34     | 2    | IP            | 1             | 0             | -                    | 0                    | 0                    | 35     | 2      |
| 1990/91 | Turín   | Serie A        | 18     | 0    | IP            | 5             | 0             | Stř.P                | 1                    | 0                    | 24     | 0      |
| 1991/92 | Turín   | Serie A        | 25     | 1    | IP            | 5             | 0             | UEFA                 | 10                   | 0                    | 36     | 1      |
| 1992/93 | Turín   | Serie A        | 29     | 2    | IP            | 9             | 0             | UEFA                 | 4                    | 0                    | 42     | 2      |
| 1993/94 | Turín   | Serie A        | 23     | 0    | IP+IS         | 4+1           | 0             | PVP                  | 4                    | 0                    | 32     | 0      |
| 1994/95 | Parma   | Serie A        | 28     | 0    | IP            | 8             | 0             | UEFA                 | 7                    | 0                    | 43     | 0      |
| 1995/96 | Parma   | Serie A        | 32     | 2    | IP+IS         | 1+1           | 0             | PVP                  | 5                    | 0                    | 39     | 2      |
| 1996/97 | Parma   | Serie A        | 28     | 0    | IP            | 1             | 0             | UEFA                 | 2                    | 0                    | 31     | 0      |
| 1997/98 | Parma   | Serie A        | 20     | 0    | IP            | 6             | 0             | LM                   | 5                    | 0                    | 31     | 0      |
| 1998/99 | Parma   | Serie A        | 17     | 0    | IP            | 8             | 0             | UEFA                 | 6                    | 0                    | 31     | 0      |
| Celkem  | Celkem  | Celkem         | 453    | 7    | -             | 76            | 0             | -                    | 50                   | 0                    | 579    | 7      |

## Reprezentační kariéra
Za reprezentaci odehrál 11 zápasů. První zápas odehrál 13. října 1993 proti Skotsku (3:1). Byl v nominaci na MS 1994, kde získal stříbrnou medaili po finálové porážce s Brazílií.
Hrál i na ME 1996.

### Statistika na velkých turnajích
| Reprezentace | Rok     | Zápasy             | Zápasy | Zápasy    | Zápasy           | Zápasy           | Zápasy            |
| Reprezentace | Rok     | Fáze turnaje       | Datum  | Soupeř    | Odehraných minut | Vstřelené branky | Výsledek          |
| ------------ | ------- | ------------------ | ------ | --------- | ---------------- | ---------------- | ----------------- |
| Itálie       | MS 1994 | Osmifinále         | 5. 7.  | Nigérie   | 120              | 0                | 2:1 v prodl.      |
| Itálie       | MS 1994 | Semifinále         | 13. 7. | Bulharsko | 90               | 0                | 2:1               |
| Itálie       | MS 1994 | Finále             | 17. 7. | Brazílie  | 35               | 0                | 0:0 (2:3) na pen. |
| Itálie       | ME 1996 | 1 zápas ve skupině | 11. 6. | Rusko     | 90               | 0                | 2:1               |
| Itálie       | ME 1996 | 2 zápas ve skupině | 14. 6. | Česko     | 90               | 0                | 1:2               |
| Itálie       | ME 1996 | 3 zápas ve skupině | 19. 6. | Německo   | 90               | 0                | 0:0               |

## Úspěchy

### Klubové
- 1x vítěz 1. italské ligy (1987/88)
- 1x vítěz 2. italské ligy (1989/90)
- 2× vítěz italského poháru (1992/93, 1998/99)
- 1× vítěz italského superpoháru (1988)
- 1× vítěz poháru PMEZ (1988/89)
- 2× vítěz poháru UEFA (1994/95, 1998/99)
- 1× vítěz středoevropského poháru (1991)

### Reprezentační
- 1× na MS (1994 – stříbro)
- 1× na ME (1996)